# Governo Leterme II
Il Governo Leterme II è stato il 92º  governo del Belgio, il secondo guidato da Yves Leterme.
Esso fu formato da una coalizione pentalaterale (chiamata “coalizione armena” o “lilla”), che univa le famiglie democristiano-umanistiche (CD&V fiamminghi e CDH francofono), i liberali (Open Vld fiamminghi, e MR francofono) e Partito Socialista (francofono).
Il primo ministro Yves Leterme ha consegnato la sua dichiarazione del governo alla Camera dei rappresentanti il 25 novembre 2009, a seguito delle dimissioni del precedente governo Van Rompuy, a causa dell'incarico del primo ministro a presidente permanente del Consiglio europeo. Yves Leterme, nel suo secondo governo, è sostenuto da un Commissario Reale (Jean-Luc Dehaene) per le questioni comunitarie.
A seguito di difficili negoziati per una soluzione di Bruxelles-Halle-Vilvoorde tra le parti francese e olandese, l'Open Vld ha deciso di lasciare il governo e Yves Leterme ha presentato le dimissioni del suo governo il 22 aprile 2010. Dopo un fine settimana di tentativi di ripristinare la fiducia tra le comunità, il re ha accettato le dimissioni il 26 aprile.
Il governo uscente gestisce poi i temi di attualità, la mancanza di accordo tra le parti che hanno vinto la maggioranza in ogni regione, dopo le elezioni federali del 13 giugno 2010 e fino al 6 dicembre 2011, dopo 541 giorni vi è la crisi più lunga nella storia politica moderna, Yves Leterme può passare i poteri a Elio Di Rupo, quest'ultimo finalmente riuscito a formare un governo.

## Composizione
Il governo era composto da 15 ministri (14 + 1 primo ministro), 6 segretari di stato e 1 commissario governativo. Il gabinetto principale aveva 5 vice primi ministri.
| Funzioni e poteri                                                                             | Nome                     | Termine                             |  | Partito  |
| --------------------------------------------------------------------------------------------- | ------------------------ | ----------------------------------- |  | -------- |
| Primo ministro Politica generale e presidente del gabinetto e del Consiglio dei ministri      | Yves Leterme             | 25 novembre 2009 - 6 dicembre 2011  |  | CD&V     |
| Vice primo ministro e ministro Finanze e riforme istituzionali                                | Didier Reynders          | 25 novembre 2009 - 6 dicembre 2011  |  | MR       |
| Vice primo ministro e ministro Affari esteri e riforme istituzionali                          | Steven Vanackere         | 25 novembre 2009 - 6 dicembre 2011  |  | CD&V     |
| Vice primo ministro e ministro Bilancio                                                       | Guy Vanhengel            | 25 novembre 2009 - 6 dicembre 2011  |  | Open Vld |
| Vice primo ministro e ministro Lavoro e pari opportunità                                      | Joëlle Milquet           | 25 novembre 2009 - 6 dicembre 2011  |  | cdH      |
| Vice primo ministro e ministro Affari sociali e sanità pubblica                               | Laurette Onkelinx        | 25 novembre 2009 - 6 dicembre 2011  |  | PS       |
| Ministro Affari interni                                                                       | Annemie Turtelboom       | 25 novembre 2009 - 6 dicembre 2011  |  | Open Vld |
| Ministro Difesa                                                                               | Pieter De Crem           | 25 novembre 2009 - 6 dicembre 2011  |  | CD&V     |
| Ministro Giustizia                                                                            | Stefaan De Clerck        | 25 novembre 2009 - 6 dicembre 2011  |  | CD&V     |
| Ministro Cooperazione allo sviluppo e affari europei                                          | Charles Michel           | 25 novembre 2009 - 14 febbraio 2011 |  | MR       |
| Ministro Cooperazione allo sviluppo e affari europei                                          | Olivier Chastel          | 14 febbraio 2011 - 6 dicembre 2011  |  | MR       |
| Ministro Clima e energia                                                                      | Paul Magnette            | 25 novembre 2009 - 6 dicembre 2011  |  | PS       |
| Ministro Imprenditorialità e semplificazione                                                  | Vincent Van Quickenborne | 25 novembre 2009 - 6 dicembre 2011  |  | Open Vld |
| Ministro Politica delle PMI, dei lavoratori autonomi, dell'agricoltura e della scienza        | Sabine Laruelle          | 25 novembre 2009 - 6 dicembre 2011  |  | MR       |
| Ministro Pensioni e grandi città                                                              | Michel Daerden           | 25 novembre 2009 - 6 dicembre 2011  |  | PS       |
| Ministro Servizio civile e aziende governative                                                | Inge Vervotte            | 25 novembre 2009 - 6 dicembre 2011  |  | CD&V     |
| Segretario di Stato Mobilità e Mare del Nord                                                  | Etienne Schouppe         | 25 novembre 2009 - 6 dicembre 2011  |  | CD&V     |
| Segretario di Stato Coordinamento della lotta contro la frode                                 | Carl Devlies             | 25 novembre 2009 - 6 dicembre 2011  |  | CD&V     |
| Segretario di Stato Affari sociali, con persone disabili                                      | Jean-Marc Delizée        | 25 novembre 2009 - 6 dicembre 2011  |  | PS       |
| Segretario di Stato Integrazione sociale e alleviamento della povertà                         | Philippe Courard         | 25 novembre 2009 - 6 dicembre 2011  |  | PS       |
| Segretario di Stato Bilancio, migrazione, politica familiare e istituzioni culturali federali | Melchior Wathelet        | 25 novembre 2009 - 6 dicembre 2011  |  | cdH      |
| Segretario di Stato Finanze, Tassazione ambientale e Lotta alla frode fiscale                 | Bernard Clerfayt         | 25 novembre 2009 - 6 dicembre 2011  |  | MR (FDF) |
| Commissario reale Audit delle aziende governative, aggiunto al Ministro del bilancio          | Guido De Padt            | 25 novembre 2009 - 20 luglio 2010   |  | Open Vld |

## Riorganizzazione del governo Leterme II
- Charles Michel (MR), Ministro per la cooperazione allo sviluppo ha lasciato il governo si è dimesso dopo la sua elezione alla testa del Movimento Riformatore 14 febbraio 2011. È stato sostituito da Olivier Chastel, già segretario del Stato.

## Commissario Reale
Il governo Leterme II è accompagnato, per la questione della riforma dello Stato, da Jean-Luc Dehaene, primo ministro dal 1992 al 1999. Fu commissionato dal re per spianare la strada per i presidenti dei cincque partiti di maggioranza, uniti da parti verdi (Ecolo e Groen!) che possono negoziare un accordo prima della pausa di Pasqua 2010. L'obiettivo principale è che la questione sia risolta prima della presidenza belga dell'Unione europea da luglio a dicembre 2010.

## Cronologia e punti salienti
- Il 25 novembre 2009, Yves Leterme ha prestato giuramento ed è diventato nuovamente Primo ministro.
- Il 22 aprile 2010, dopo la rinuncia di Open Vld, il governo di Yves Leterme si è dimesso davanti al re, che ha accettato le dimissioni il 26 aprile 2010.
- Il governo ha battuto il record storico del periodo, come governo tecnico: nel giugno 2011, la sua esistenza in quanto tale, al di là della durata del suo pieno esercizio.
- Data la lunghezza del tempo il governo era negli affari correnti, nella stessa nozione di attualità che è stata ampiamente interpretata dalla necessità di ciò che il costituzionalista Francis Delpérée ha definito affari urgenti. Tra gli atti che sono interpellati, possono essere necessari fino alla preparazione del bilancio 2011 e alla partecipazione del Belgio nell'intervento militare in Libia del 2011, approvato dal Parlamento federale belga,[2] affermando De Standaard che "il Parlamento ha avuto una visione comune sulla Libia ma non sul Belgio".[3]